# Hélène Fercocq
Hélène Fercocq (Parigi, 27 agosto 1998) è una calciatrice francese, centrocampista del Sassuolo.

## Statistiche

### Presenze e reti nei club
Statistiche aggiornate al 1º agosto 2025.
| Stagione              | Squadra               | Campionato            | Campionato | Campionato | Coppe nazionali | Coppe nazionali | Coppe nazionali | Coppe internazionali | Coppe internazionali | Coppe internazionali | Altre coppe | Altre coppe | Altre coppe | Totale | Totale |
| Stagione              | Squadra               | Comp                  | Pres       | Reti       | Comp            | Pres            | Reti            | Comp                 | Pres                 | Reti                 | Comp        | Pres        | Reti        | Pres   | Reti   |
| --------------------- | --------------------- | --------------------- | ---------- | ---------- | --------------- | --------------- | --------------- | -------------------- | -------------------- | -------------------- | ----------- | ----------- | ----------- | ------ | ------ |
| 2013-2014             | VGA Saint-Maur        | D2                    | 1          | 0          | CF              | ?               | ?               | -                    | -                    | -                    | -           | -           | -           | 1+     | 0+     |
| 2014-2015             | VGA Saint-Maur        | D2                    | -          | -          | CF              | -               | -               | -                    | -                    | -                    | -           | -           | -           | -      | -      |
| Totale VGA Saint-Maur | Totale VGA Saint-Maur | Totale VGA Saint-Maur | 1          | 0          | -               | -               | -               | -                    | -                    | -                    | -           | -           | -           | 1+     | 0+     |
| 2015-2016             | Stade Reims           | D2                    | 9          | 1          | CF              | -               | -               | -                    | -                    | -                    | -           | -           | -           | 9      | 1      |
| 2016-2017             | Stade Reims           | D2                    | 21         | 0          | CF              | -               | -               | -                    | -                    | -                    | -           | -           | -           | 21     | 0      |
| 2017-2018             | Stade Reims           | D2                    | 17         | 0          | CF              | 1               | 0               | -                    | -                    | -                    | -           | -           | -           | 18     | 0      |
| Totale Stade Reims    | Totale Stade Reims    | Totale Stade Reims    | 47         | 1          | -               | 1               | 0               | -                    | -                    | -                    | -           | -           | -           | 48     | 1      |
| 2018-2019             | Metz                  | D1                    | 22         | 0          | CF              | 2               | 0               | -                    | -                    | -                    | -           | -           | -           | 24     | 0      |
| 2019-2020             | Metz                  | D1                    | 12         | 0          | CF              | 2               | 0               | -                    | -                    | -                    | -           | -           | -           | 14     | 0      |
| Totale Metz           | Totale Metz           | Totale Metz           | 34         | 0          | -               | 4               | 0               | -                    | -                    | -                    | -           | -           | -           | 38     | 0      |
| 2020-2021             | Digione               | D1                    | 15         | 0          | CF              | 1               | 0               | -                    | -                    | -                    | -           | -           | -           | 16     | 0      |
| 2021-2022             | Digione               | D1                    | 22         | 0          | CF              | 1               | 0               | -                    | -                    | -                    | -           | -           | -           | 23     | 0      |
| 2022-2023             | Digione               | D1                    | 19         | 0          | CF              | 2               | 0               | -                    | -                    | -                    | -           | -           | -           | 21     | 0      |
| 2023-2024             | Digione               | D1                    | 21         | 0          | CF              | 2               | 0               | -                    | -                    | -                    | -           | -           | -           | 23     | 0      |
| Totale Digione        | Totale Digione        | Totale Digione        | 56         | 0          | -               | 6               | 0               | -                    | -                    | -                    | -           | -           | -           | 62     | 0      |
| 2024-2025             | Guingamp              | PL                    | 21         | 0          | CF              | 1               | 0               | -                    | -                    | -                    | -           | -           | -           | 22     | 0      |
| 2025-2026             | Sassuolo              | A                     | -          | -          | CI              | -               | -               | -                    | -                    | -                    | AWC         | -           | -           | -      | -      |
| Totale carriera       | Totale carriera       | Totale carriera       | 159        | 1          | -               | 12+             | 0+              | -                    | -                    | -                    | -           | -           | -           | 171+   | 1+     |

## Palmarès

### Club
- Campionato francese di seconda divisione: 1

VGA Saint-Maur: 2014-2015